# ORAC (indice)
Pour les articles homonymes, voir ORAC.
L'ORAC (acronyme pour Oxygen Radical Absorbance Capacity signifiant en français : capacité d'absorption des radicaux oxygénés) est une méthode de mesure des capacités antioxydantes dans les échantillons biologiques,. 
Une large variété d'aliments ont été testés en utilisant cette méthodologie, avec certaines épices, baies et légumes obtenant des scores élevés.
La corrélation entre la haute capacité antioxydante des fruits et légumes, et l'impact positif d'une alimentation riche en fruits et légumes, est supposée jouer un rôle important dans la théorie des radicaux libres du vieillissement.

## Un indice controversé
En 2012, le Laboratoire de données sur les éléments nutritifs (NDL) de l'USDA a supprimé la base de données USDA ORAC du site Web de NDL en raison de preuves croissantes indiquant que les valeurs de la capacité antioxydante ne sont pas pertinentes sur la santé humaine pour les effets de composés bioactifs spécifiques, notamment les polyphénols.
Il est théorisé qu'un certain nombre de composés bioactifs jouent un rôle dans la prévention ou l'amélioration de diverses maladies chroniques telles que le cancer, les maladies vasculaires coronaires, la maladie d'Alzheimer et le diabète. Cependant, les voies métaboliques associées ne sont pas complètement comprises et des mécanismes non antioxydants, non encore définis, peuvent en être responsables. Les entreprises de fabrication de compléments alimentaires et de compléments alimentaires utilisent couramment de manière abusive les valeurs de l'ORAC pour promouvoir leurs produits et que les consommateurs orientent leurs choix d'aliments et de compléments alimentaires.
Un certain nombre de techniques chimiques, dont la capacité d’absorbance des radicaux de l’oxygène (ORAC), ont été mises au point pour tenter de mesurer le pouvoir antioxydant des aliments. Le test ORAC mesure le degré d'inhibition de l'oxydation induite par un radical peroxy par les composés d'intérêt en milieu chimique. Il mesure la valeur en équivalents Trolox et inclut à la fois le temps d'inhibition et le degré d'inhibition de l'oxydation. Certaines versions plus récentes du test ORAC utilisent d’autres substrats et les résultats obtenus avec les différents tests ORAC ne sont pas comparables. Outre le test ORAC, d'autres mesures de la capacité antioxydante comprennent le pouvoir antioxydant réducteur des ions ferriques (FRAP) et le dosage de la capacité antioxydante d'équivalence trolox (TEAC). Ces tests sont basés sur des mécanismes sous-jacents discrets qui utilisent différentes sources radicalaires ou oxydantes et génèrent donc des valeurs distinctes et ne peuvent être comparés directement.
Rien n'indique que les effets bénéfiques des aliments riches en polyphénols puissent être attribués aux propriétés antioxydantes de ces aliments. Les données concernant la capacité antioxydante des aliments générés par des méthodes in vitro (éprouvettes) ne peuvent pas être extrapolées aux effets in vivo (humains) et les essais cliniques visant à tester les avantages d'antioxydants alimentaires ont donné des résultats mitigés. Nous savons maintenant que les molécules d'antioxydant dans les aliments remplissent une vaste gamme de fonctions, dont beaucoup ne sont pas liées à la capacité d'absorber les radicaux libres.

## Exemples
Quelques extraits aléatoires de la longue liste des aliments :
| Activité antioxydante ORAC de diverses plantes, d'après USDA |                                          |                            |
| Partie consommée                                             | Plante (nom scientifique)                | ORAC moyen (μmol TE/100 g) |
| Champignon Chaga                                             | Inonotus obliquus                        | 345 858                    |
| Rhus                                                         | Rhus                                     | 312 400                    |
| Noix, amande de noyer commun                                 | Juglans regia                            | 13 541                     |
| Camerise                                                     | Lonicera caerulea                        | 13 400                     |
| Canneberge                                                   | Vaccinium oxycoccos                      | 9 500                      |
| Artichaut, fond cru                                          | Cynara scolymus                          | 6 552                      |
| Prune fraîche                                                | Prunus domestica                         | 6 100                      |
| Vin rouge de cabernet sauvignon                              | Vitis vinifera                           | 4 523                      |
| Grenade, fraîche                                             | Punica granatum                          | 4 479                      |
| Fraise fraîche                                               | Fragaria × ananassa                      | 4 302                      |
| Pomme Granny smith, fraîche, avec la peau                    | Malus pumila                             | 3 898                      |
| Chou rouge, bouilli                                          | Brassica oleracea var. capitata f. rubra | 3 145                      |
| Thé vert, feuilles infusées                                  | Camellia sinensis                        | 1 253                      |